# Anne Francis
Anne Francis (Ossining, New York, 16 september 1930 - Santa Barbara, Californië, 2 januari 2011) was een Amerikaans actrice, vooral bekend door haar rollen in de sciencefictionklassieker Forbidden Planet (1956) en de televisieserie Honey West (1965-66), waar ze de gelijknamige privé-detective speelde. Voor haar rol in Honey West won ze een Golden Globe en werd ze genomineerd voor een Emmy Award.

## Biografie
Anne Lloyd Francis werd geboren in Ossining, New York als enig kind van Philip en Edith Francis. Francis kwam al heel vroeg in de showbizz terecht, als vijfjarige werkte ze immers al als model, om haar familie te helpen tijdens de Grote Depressie. Op haar 11de maakte ze haar debuut op Broadway.
Tijdens haar carrière, speelde Francis in verscheidene tv-series en films. Ze maakte haar filmdebuut in This Time for Keeps (1947). In het begin van haar filmcarrière speelde ze eveneens bijrollen in films zoals: Susan Slept Here, So Young So Bad en Bad Day at Black Rock. Haar eerste hoofdrol kreeg ze in Blackboard Jungle (1955). Ze is waarschijnlijk het meest bekend door haar rol als Altaira in de sciencefictionfilm Forbidden Planet, waarin ze samen speelde met Leslie Nielsen.
Francis verwierf ook bekendheid via de televisie, zo speelde ze een paar keer in The Twilight Zone. Ze deed ook mee in twee afleveringen van de tv-western The Virginian. Daarna volgden gastrollen in The Reporter en The Man from U.N.C.L.E.. Haar doorbraak op televisie kwam er in 1965, met de hoofdrol in Honey West waarin ze het titelkarakter speelde, een sexy privé-detective met een ocelot als huisdier. Als Honey West speelde ze ook mee in een aflevering van Burke's Law. Daarna volgden nog gastrollen in tv-series zoals Columbo, The Fugitive en My Three Sons. Ook speelde ze mee in de films Funny Girl (1968) en de komedie Hook, Line and Sinker (1969), waarin ze de vrouw van Jerry Lewis speelde.
In het derde seizoen van Dallas had ze wederkerende rol als Arliss Cooper, de moeder van Mitch en Afton. Op het einde van haar carrière volgden nog gastrolletjes in Riptide, Matlock, The Golden Girls, Murder, She Wrote en Without a Trace.

## Privé-leven
Anne Francis trouwde op 17 mei 1952 met Bamlet Lawrence Price jr., maar scheidde op 6 mei 1955 van hem. Onderdeel van de scheiding was dat ze 4000 dollar terugkreeg van Price jr., omdat ze dat bedrag aan hem geleend had voor een film waaraan hij gewerkt had (One Way Ticket to Hell uit 1955). Ze trouwde voor de tweede en laatste maal op 31 januari 1960, ditmaal met tandarts Robert Abeloff. Het huwelijk hield stand tot 1964; uit dit huwelijk werd dochter Jane Elizabeth geboren. In mei 1970 adopteerde ze dochter Margaret; een van de eerste adopties in de VS die werd toegekend aan een alleenstaande ouder.
In 2007 werd longkanker geconstateerd bij Francis, ondanks dat ze bijna 20 jaar eerder het roken had opgegeven. Ze onderging direct chemotherapie; ook werd in februari 2008 een deel van haar rechterlong verwijderd. Op 2 januari 2011 stierf ze op 80-jarige leeftijd aan de gevolgen van alvleesklierkanker in een rusthuis in Santa Barbara, Californië.
- Biblioteca Nacional de España: XX1726993
- Bibliothèque nationale de France: cb14178607b (data)
- Gemeinsame Normdatei: 141502800
- International Standard Name Identifier: 0000 0001 2319 685X
- Library of Congress Control Number: n82054105
- Nationale Bibliotheek van Tsjechië: pna2010568329
- Nationale Bibliotheek van Israël: 987007337992105171
- SNAC: w6cn8hm3
- Système universitaire de documentation: 103205942
- Virtual International Authority File: 220777
- WorldCat: E39PBJrwXxHJCMX7Q6qqVVtVG3